# Adam Irigoyen
Adam Irigoyen (n. 5 august 1997 în Miami, Florida) este un actor, cântăreț, rapper și dansator american. Este cunoscut pentru rolul Deuce Martinez din serialul marca Disney Channel, Totul pentru dans.

## Filmografie

### Film
| An(i) | Titlu         | Rol         | Note |
| ----- | ------------- | ----------- | ---- |
| 2015  | Underdog Kids | Wyatt Jones | -    |

### Televiziune
| An(i)        | Titlu                                                   | Rol                | Note                      |
| ------------ | ------------------------------------------------------- | ------------------ | ------------------------- |
| 2009         | Magicienii din Waverly Place (Wizards of Waverly Place) | noua conștiință    | un episod                 |
| 2010–13      | Totul pentru dans (Shake It Up)                         | Deuce Martinez     | rol principal             |
| 2011         | Baftă Charlie (Good Luck Charlie)                       | Deuce Martinez     | un episod                 |
| 2012         | Whitney                                                 | -                  | două episoade             |
| 2014         | 2 fete falite (2 Broke Girls)                           | Hector             | un episod                 |
| 2015–present | The Last Ship                                           | Ray                | rol secundar; 17 episoade |
| 2015         | Growing Up and Down                                     | Pete               | film de televiziune       |
| 2015         | Fresh Off The Boat                                      | Brendan            | un episod                 |
| 2016–present | The Fosters                                             | Kyle Snow          | 5 episoade                |
| 2016         | K.C sub acoperire (K.C. Undercover)                     | Tony Tolentino Jr. | un episod                 |